# La Frikipedia
La Frikipedia foi uma wiki-paródia da Wikipédia em espanhol. Atualmente conta com mais de 8000 artigos. La Frikipedia está sob a licença GFDL. No início de 2006 o responsável pela La Frikipedia decidiu fechar o site depois de uma queixa apresentada pela SGAE. La Frikipedia estava aberta e funcionando novamente desde 20 de outubro de 2007, mas ela encerrou no primeiro dia de 2016. Suas páginas só podem ser encontradas em sites de terceiros.

## Encerramento e campanha para reabrir

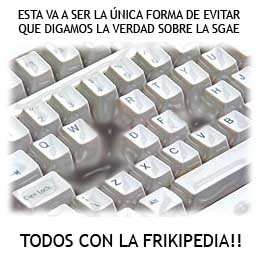
Uma das imagens emblema da campanha

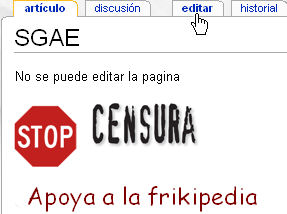
Outra imagem da campanha de apoio

No inicio de 2006, a Sociedad General de Autores y Editores (SGAE) processou o responsável pela La Frikipedia Vicente Herrera por "obscenidades e insultos", pedindo entre 9.000 e 12.000 euros em indenizações. Em 3 de fevereiro de 2006 o site fechou por este motivo. Pedro Farré, diretor de relações institucionais da SGAE, assegurou que retiraria o processo "se você remover este conteúdo da Internet, se retraia e se desculpe".
Após o encerramento, o site lançou uma campanha de apoio a La Frikipedia Loretahur. Além disso, o responsável de La Frikipedia abriu uma pequena doação de dois a cinco euros através no sistema de pagamentos Paypal, com a intenção de cobrir despesas de deslocação, advogados e uma hipotética.
Após um acordo com a SGAE, La Frikipedia reabriu seu site em 26 de fevereiro, mas sem nenhuma menção da entidade em suas páginas. Após o desconforto de muitos internautas a este ponto, fechou novamente por algumas horas. No entanto, em junho de 2006, reabriu em modo de testes; e não se pronuncia a SGAE devido ao acordo que fizeram.
Por outro lado, alguns artigos da La Frikipedia foram resgatados pelo cache do Google e Yahoo!, e levados para a Uncyclopedia. Isso produziu um aumento significativo no número de artigos no ramo em espanhol da Uncyclopedia, o que resultou no começo do projeto irmão Inciclopedia, com os artigos resgatados, entre eles o da SGAE.
Em 8 de novembro de 2007, a Audiência Nacional em Madrid confirmou a sentença que condena o editor Vicente Herrera a pagar 600 euros de indenização ao gestor e a seu empresário Peter Farrell e custas judiciais.

## Projetos
| "Projeto"      | Número de páginas | Descrição                                                         |
| -------------- | ----------------- | ----------------------------------------------------------------- |
| El Piriódico   | Mais de 2800      | Tabela periódica que parodia o Wikinotícias.                      |
| Zona de duelos | Mais de 650       | Lugar reservado para que um usuário desafie o outro.              |
| Frikcionario   | Mais de 1100      | Paródia de Wikcionário.                                           |
| Frikilibros    | Mais de 65        | Paródia de Wikilivros.                                            |
| Template Squad | Apenas uma        | Lugar reservado para orientar os usuários sobre as predefinições. |
| Adopción       | Apenas um manual  | Consiste em convencer os usuários a "adotar" artigos.             |